# Quận Dawson, Nebraska
Quận Dawson là một quận thuộc tiểu bang Nebraska, Hoa Kỳ.
Quận này được đặt tên theo Dawson. Theo điều tra dân số của Cục điều tra dân số Hoa Kỳ năm 2000, quận có dân số 24.365 người. Quận lỵ đóng ở Lexington6.

## Địa lý
Theo Cục điều tra dân số Hoa Kỳ, quận có diện tích 1.019 dặm vuông Anh (2.639,2 km2), trong đó có 6 dặm vuông Anh (15,5 km2) là diện tích mặt nước.

### Quận giáp ranh
- Quận Buffalo, Nebraska - (đông)
- Quận Phelps, Nebraska - (đông nam)
- Quận Gosper, Nebraska - (nam)
- Quận Frontier, Nebraska - (tây nam)
- Quận Lincoln, Nebraska - (tây)
- Quận Custer, Nebraska - (bắc)